# Institut Arthur Vernes
L'institut Arthur Vernes est un centre médical et chirurgical conventionné fondé en 1916, situé depuis 1923 au 36, 38 et 40, rue d'Assas, dans le 6e arrondissement de Paris. 

## Histoire
Fondé en 1916 par le docteur Arthur Vernes (1879-1976) sous le nom d'« Institut prophylactique de Paris », dans un hôtel particulier au 60, boulevard Arago, l'établissement a pour vocation initiale de lutter contre les maladies sexuellement transmissibles, notamment la syphilis. Il fonctionne en partie grâce à des dons, en particulier ceux de Frank Jay Gould et de sa femme, Florence Gould, qui ont également permis le transfert de l'institut dans les immeubles de la rue d'Assas qu'il occupe encore actuellement (2020). Puis, après la Seconde Guerre mondiale et la découverte des antibiotiques qui traitent les MST, l'établissement diversifie ses activités. En hommage à son fondateur, décédé en 1976, il a été rebaptisé « institut Arthur Vernes » en 1981.
Plusieurs présidents se succèdent à la tête de son conseil d'administration, dont l'ORL Charles Eyriès de 1975 à 1993 et Jean-Claude Servan-Schreiber de 1994 à 2009.

## Présentation
L'institut regroupe plus de 130 médecins exerçant en médecine générale et dans une vingtaine de spécialités : allergologie, cardiologie, chirurgie, dermatologie,  diabétologie, doppler, gastro-entérologie, gynécologie, neurologie, ophtalmologie, orthophonie, oto-rhino-laryngologie, phlébologie, pneumologie, psychiatrie, scanner, stomatologie…
L'établissement a le statut de fondation d'utilité publique. Il a adopté le dispositif du tiers payant.